# Nam Đồng, Hải Phòng
Nam Đồng là một phường thuộc thành phố Hải Phòng, Việt Nam.

## Địa lý
Phường Nam Đồng có vị trí địa lý:
- Phía bắc giáp xã Nam Sách.
- Phía nam giáp phường Tân Hưng và xã Đại Sơn.
- Phía đông giáp phường Ái Quốc và xã Hà Tây.
- Phía tây giáp phường Thành Đông và phường Hải Dương.

## Lịch sử
Trước đây, Nam Đồng là một xã thuộc huyện Nam Sách.
Ngày 19 tháng 3 năm 2008, xã Nam Đồng được sáp nhập vào thành phố Hải Dương.
Ngày 16 tháng 10 năm 2019, Ủy ban Thường vụ Quốc hội ban hành Nghị quyết số 788/NQ-UBTVQH14 về việc sắp xếp các đơn vị hành chính cấp huyện, cấp xã thuộc tỉnh Hải Dương (nghị quyết có hiệu lực từ ngày 1 tháng 12 năm 2019). Theo đó, thành lập phường Nam Đồng thuộc thành phố Hải Dương trên cơ sở toàn bộ 8,89 km² diện tích tự nhiên và 10.675 người của xã Nam Đồng.
Ngày 12 tháng 6 năm 2025, Quốc hội ban hành Nghị quyết số 202/2025/QH15 về việc sắp xếp đơn vị hành chính cấp tỉnh (nghị quyết có hiệu lực từ ngày 12 tháng 6 năm 2025). Theo đó, sáp nhập tỉnh Hải Dương vào thành phố Hải Phòng. Phường Nam Đồng thuộc thành phố Hải Phòng.
Ngày 16 tháng 6 năm 2025, Ủy ban Thường vụ Quốc hội bàn hành Nghị quyết sắp xếp các đơn vị hành chính cấp xã thuộc thành phố Hải Phòng năm 2025. Theo đó, sắp xếp toàn bộ diện tích tự nhiên, quy mô dân số của phường Nam Đồng và xã Tiền Tiến thành phường mới có tên gọi là phường Nam Đồng.
Căn cứ theo đề án sắp xếp đơn vị hành chính cấp xã của thành phố Hải Phòng năm 2025, phường Nam Đồng được thành lập từ:
- Toàn bộ diện tích tự nhiên là 8,89 km², quy mô dân số là 11.061 người của phường Nam Đồng;
- Toàn bộ diện tích tự nhiên là 10,78 km², quy mô dân số là 13.839 người của xã Tiền Tiến.

Phường Nam Đồng có diện tích là 19,67 km² (đạt 357,66% so với tiêu chuẩn) và quy mô dân số là 24.900 người (đạt 118,57 % so với tiêu chuẩn).

## Hành chính
Phường Nam Đồng trước kia được chia thành 6 khu dân cư: Đồng Ngọ, Vũ La, Phú Lương, Nhân Nghĩa, Khánh Hội, Tân Lập.

## Kinh tế - xã hội
Nam Đồng là một phường có tốc độ phát triển nhanh về công nghiệp, nông nghiệp.
Trên địa bàn phường có trường Cao đẳng Giao thông vận tải đường thủy số 1, đây là nơi đào tạo nhiều đội ngũ trí thức trong lĩnh vực giao thông thủy chỉ sau trường Đại học Hàng Hải của Hải Phòng.

## Giao thông
Đường sắt Hà Nội - Hải Phòng, quốc lộ 5 chạy qua địa bàn phường Nam Đồng. Phường cũng là nơi có dòng sông Thái Bình chảy qua, tạo thuận tiện trong việc lưu thông hàng hóa và đi lại.